# سلسلة فضائل (كتاب)
سلسلة فضائل تتألف من تسعة رسائل ألفها زكريا الكاندهلوي بين عامي 1930 و1965، موضحة فضائل الأعمال المختلفة. وقد تم تأليف أغلب هذه الرسائل بناء على طلب إلياس الكاندهلوي، مؤسس جماعة التبليغ والدعوة. وكان غرضهم الأساسي هو خدمة جهود نشر جماعة التبليغ، وفي الوقت نفسه كان يتابعهم الأفراد المنخرطون في دوائرهم التعليمية اليومية. تُعد هذه السلسلة من أكثر المنشورات الأردية انتشارًا، ويرجع ذلك إلى حد كبير إلى اندماجها في أدبيات جماعة التبليغ وترجمتها اللاحقة إلى العديد من اللغات. وبعد ذلك، نُشرَت غالبية الرسائل الجماعية تحت عنوان فضائل الأعمال. تتضمن هذه السلسلة تسعة رسائل هي:
1. قصة الصحابة
2. فضائل القرآن
3. فضائل الصلاة
4. فضائل الذكر
5. فضائل التبليغ
6. فضائل رمضان
7. فضائل الحج
8. فضائل الزكاة
9. فضائل الصلاة على النبي

قال أبو الحسن علي الحسني الندوي إنه لم يكن هناك أي سلسلة أدبية أخرى مارست تأثيرًا إصلاحيًا أعمق على الأمة  من كتاب الفضائل لزكريا الكاندهلوي.

## فضائل التبليغ
فضائل التبليغ هو الرسالة الثالثة في هذه السلسلة، وقد اكتملت في عام 1931م. يُقسّم الكتاب إلى سبعة فصول. في الفصل الأول، يذكر المؤلف آيات قرآنية تتعلق بالأمر بالمعروف والنهي عن المنكر، مع ترجمتها وشرحها. أما الفصل الثاني، فيتناول أحاديث نبوية حول الأمر بالمعروف والنهي عن المنكر، حيث يورد المؤلف سبعة أحاديث مع ترجمتها وبيان معناها. الفصل الثالث يُبرز أهمية إصلاح النفس، ويشمل آيات قرآنية وأحاديث نبوية، مرفقة بترجمتها وشرحها. وفي الفصل الرابع، يشدّد المؤلف على أهمية تعظيم المسلمين واحترامهم، ويستنكر التقليل من شأنهم، مستندًا إلى نصوص قرآنية وأحاديث نبوية مع ترجمتها وتفسيرها. الفصل الخامس يركّز على الإخلاص والإيمان وطلب الأجر من الله، من خلال عرض مختارات من الآيات والأحاديث مرفقة بالترجمة والشرح. أما الفصل السادس، فيؤكد على أهمية توقير العلماء والأولياء، ويضم آيات وأحاديث ذات صلة مع ترجمتها وتفسيرها. وفي الفصل السابع، يتحدث المؤلف عن أهمية السعي للتعرف على أهل الحق ومرافقتهم، ويستشهد كذلك بآيات وأحاديث نبوية مرفقة بالترجمة والشرح.